# Pierre levée (Poitiers)
Pour les articles homonymes, voir Pierre levée.
La Pierre levée est un dolmen situé à Poitiers. Connu dès l'Antiquité, la voie romaine Lemonum (Poitiers) - Avaricum (Bourges) - Lugdunum (Lyon) passait à proximité, il est mentionné dès le Moyen Âge, faisant l'objet de plusieurs descriptions ou représentations, et il est associé au folklore local.

## Historique
Le dolmen est mentionné sous le nom de Petra-Levata en 1299, Petra-Soupeaze super Dubiam en 1302, Petra-Suspensa super Dubiam en 1322. La mention Super dubiam précisant sa localisation dans le quartier des Dunes (quartier de Poitiers). 
La plus ancienne mention du dolmen est faite par Rabelais dans son premier roman, dans le chapitre des Faits du noble Pantagruel en son jeune âge. Envoyé à Poitiers pour étudier, le géant aurait arraché la Pierre levée de la falaise pour en faire une table de banquets pour les étudiants : 
« Ainsi croissait Pantagruel de jour en jour, et profitait à vue d'œil, dont son père s'éjouissait par affection naturelle... Puis l'envoya à l'école pour apprendre et passer son jeune âge. De fait, vint à Poitiers pour étudier, et y profita beaucoup ; auquel lieu voyant que les écoliers étaient aucunes fois de loisirs et ne savaient à quoi passer temps, il eut compassion. Et un jour prit, d'un grand rocher qu'on nomma Passelourdin une grosse roche ayant environ douze toises en carré et d'épaisseur quatorze pans, et la mit sur quatre piliers au milieu d'un champ, bien à son aise, afin que les dits écoliers, quand ils ne sauraient autre chose faire, passassent temps à monter sur la dite-pierre, et là banqueter à force flacons, jambons, pâtés et écrire leurs noms dessus avec un couteau ; et, de présent, l'appela-t-on Pierre Levée. Et, en mémoire de ce, n'est qu'aujourd'hui passé aucun en la matricule de la dite Université de Poitiers, sinon qu'il ait bu en la fontaine caballine de Crontelles, passé à Passelourdin et monté sur la Pierre-Levée ».
En 1525, Jean Bouchet, dans ses Annales d'Aquitaine en attribue la construction à Aliénor d'Aquitaine. En 1560, les géographes et cartographes Gerardus Mercator, Abraham Ortelius, Franz Hogenberg, Philippe Galle et Jan Sadeler y auraient gravé leurs noms. Il est représenté, de manière très fantaisiste, sur une œuvre de Hoefnagel dans le Civitates orbis terrarum de Georg Braun. Le monument est décrit en détail au début du XVIIe siècle par Abraham Golnitz dans son Itinerarium belgico-gallicum. Au XVIIe siècle, le comte de Caylus le décrit peu après son effondrement et La Fontaine le mentionne dans une relation de voyage.
La foire d’octobre de Poitiers qui se tenait à l'époque à proximité du dolmen portait son nom.
Le dolmen est classé au titre des monuments historiques par la liste de 1862 et le terrain attenant est également classé en 1943.

## Description

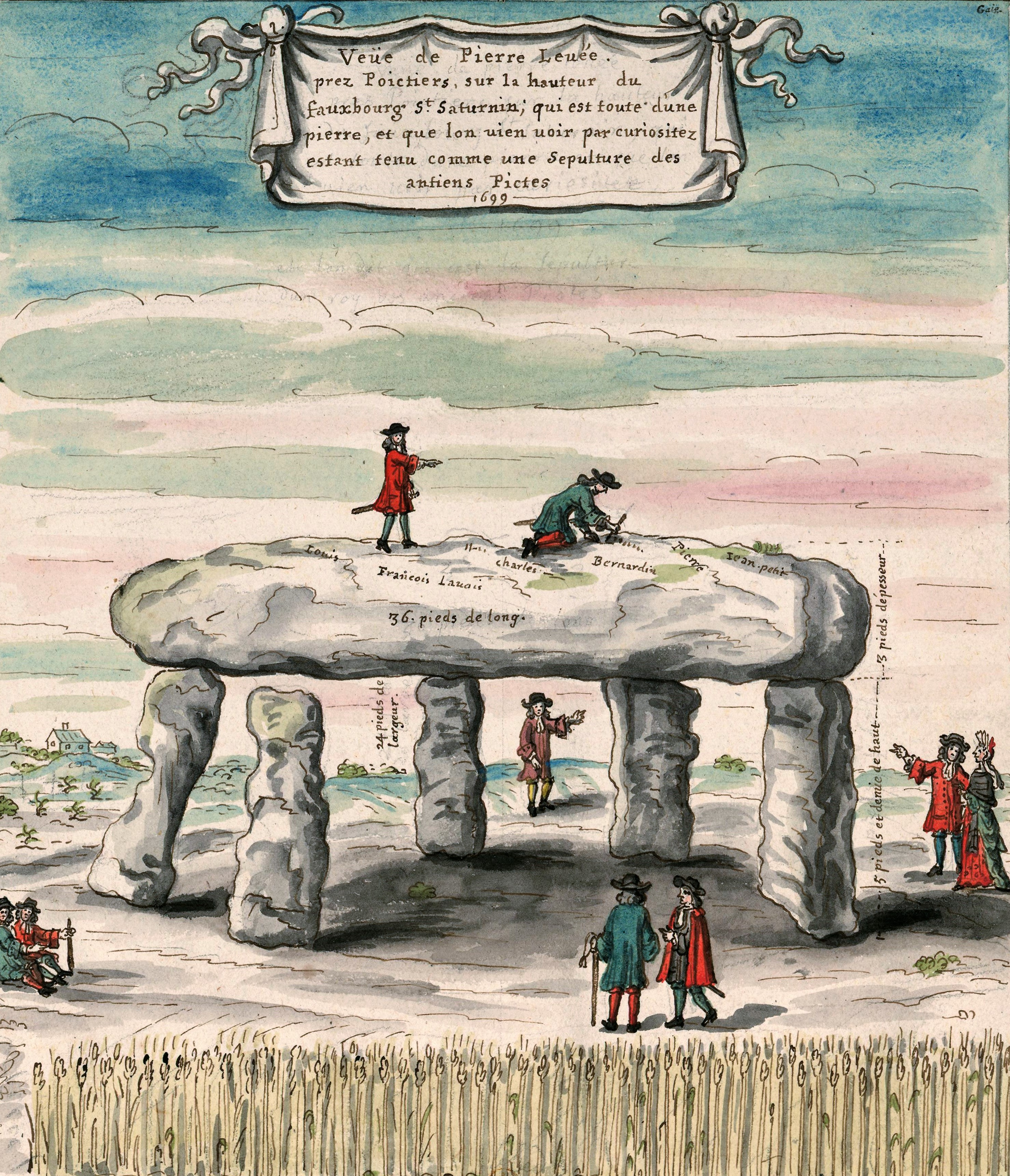
Estampe de Louis Boudan. Les piliers sont encore debout.

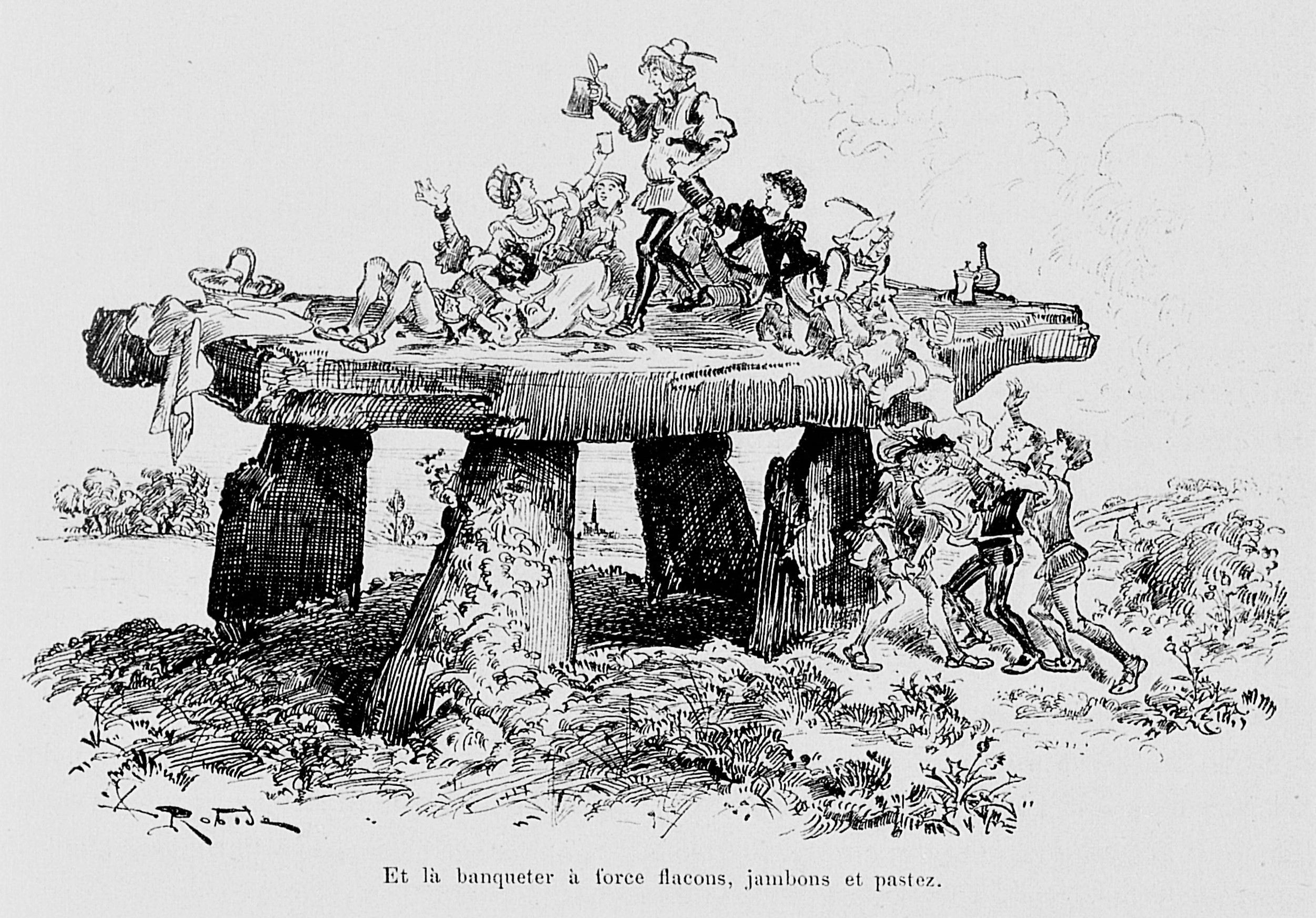
Interprétation rabelaisienne d'Albert Robida pour Pantagruel.

Le dolmen, désormais ruiné, est constitué de dalles en calcaire. L'édifice mesurait environ 6 m de long sur 3 m de large, il s'agissait peut-être d'un dolmen à couloir. D'après un plan d'Alphonse Le Touzé de Longuemar de 1862, l'épaisse table de couverture repose sur neuf piliers. Elle comporte sur sa face supérieure une sculpture en forme de hache à deux branches.
Aucun matériel archéologique associé n'est connu.

## Folklore
Une légende affirme que sainte Radegonde voulant construire une table aurait apporté l'énorme bloc sur sa tête et les piliers dans son tablier en mousseline (ou dorne). Au moment de poser les blocs, le diable se serait saisi de l'un des piliers, ce qui explique pourquoi la pierre n'est soutenue que par trois piliers au lieu de quatre. Une variante de cette légende, rapportée par Sir John Lauder dans son Journal de Voyage (1665-1666) affirme que c'est le diable qui aurait fait tomber cette pierre sur la tête de la sainte, mais que par miracle elle n'en fut pas écrasée.
La Pierre levée est encore une étape du parcours initiatique des Bitards, confrérie estudiantine poitevine se référant à Rabelais.
Près du site, se trouvait l'ancienne maison d'arrêt de Poitiers dite « prison de la Pierre Levée ».